# تپه چغا کچکینه
تپه چغا کچکینه مربوط به عصر مس - عصر مفرغ - عصر آهن است و در شهرستان چرداول، بخش هلیلان، دهستان هلیلان، ۲/۵ کیلومتری شمال روستای جوب شهر واقع شده و این اثر در تاریخ ۲۶ اسفند ۱۳۸۷ با شمارهٔ ثبت ۲۶۰۰۵ به‌عنوان یکی از آثار ملی ایران به ثبت رسیده است.